# SyriaTel
SyriaTel (arabisch سيريتل) ist ein im Jahre 2000 gegründeter privater syrischer Mobilfunkanbieter und neben dem südafrikanischen MTN eines von nur zwei Mobilfunkunternehmen, die in Syrien eine Lizenz besitzen. Das syrische Ministerium für Kommunikation und Technologie führte 2011 eine Ausschreibung für einen dritten Anbieter durch.
SyriaTel kontrolliert mit – nach eigenen Angaben – 55 Prozent Marktanteil (6 Mio. Kunden) am syrischen Mobilfunkmarkt die größte Teilnehmerzahl des Landes. Haupteigentümer von SyriaTel ist der umstrittene syrische Geschäftsmann Rami Machluf, gegen den wiederholt Vorwürfe der Korruption erhoben wurden. Zusammen mit dem libanesischen Geschäftsmann Pierre Fattouch soll Machluf vor 2006 außerdem ein illegales Telefonnetzwerk betrieben haben, dass Anrufe im Libanon über das Netz von SyriaTel umleitete.
SyriaTel wird von Salwa Ismail von der School of Oriental and African Studies in London als idealtypisches Beispiel für die Probleme Syriens auf dem Weg zur Marktwirtschaft genannt. So wurde bei der Gründung des Unternehmens keinerlei Überprüfung der Finanzen und der Unternehmensstruktur durch das syrische Wirtschaftsministeriums vorgenommen, obwohl zahlreiche Bedenken geäußert wurden. Der Aufbau als „Build Operate Transfer“ wurde kritisiert, weil er vorsieht, dass das Unternehmen nach einer fünfzehnjährigen Aufbauphase in Staatseigentum rückgeführt wird. SyriaTel ist weiterhin als reines Telekommunikationsunternehmen registriert, obwohl auch andere, potentiell verlustträchtige Geschäftsfelder betrieben werden. Beim Börsengang 2004 wurde daher kritisiert, dass Käufer in der Annahme belassen wurden, ausschließlich in den Mobilfunk zu investieren, obwohl dies nicht den Tatsachen entsprach.
In seiner Außendarstellung betont das Unternehmen besonders seine soziale Verantwortung. Im Jahr 2011 gab SyriaTel als Unternehmenswerte „Effizienz, Innovation, Respekt, Integrität, Kundenfokus, Teamwork und Gewinnen“ an, während seit 2012 „Teamgeist, Exzellenz, Kundenorientierung, Integrität, Respekt, Eigentümerverantwortung und Leidenschaft“ als Leitmotive des Unternehmenshandelns angegeben werden.
Am 9. Mai 2011 erließ die Europäische Union gegen den Präsidenten von SyriaTel, Rami Machluf, und am 23. Mai 2011 auch gegen den Vizepräsidenten Ihab Machluf weitreichende Sanktionen, die neben einem Einreiseverbot in die EU auch die Sperrung von Geldern und Finanzeinlagen vorsehen.